# Persone di nome Teresa
| Questa pagina contiene informazioni ricavate automaticamente dalle voci biografiche con l'ausilio del template Bio e di un bot. L'aggiornamento è periodico e automatico e ricostruisce completamente la pagina. Se manca una persona in questa lista, sei pregato di non aggiungerla, ma accertati piuttosto che la sua voce biografica contenga il template Bio e che i dati anagrafici siano correttamente compilati. Se il template Bio manca, inseriscilo tu stesso o, in alternativa, metti l'avviso {{tmp\|Bio}} che ne segnala la mancanza. Se i dati riportati sono sbagliati, correggi direttamente la voce biografica; le modifiche saranno visibili in questa lista entro pochi giorni. Per chiarimenti vedi il progetto antroponimi. La lista contiene solo le 188 persone che sono citate nell'enciclopedia e per le quali è stato implementato correttamente il template Bio. Pagina aggiornata al 6 ago 2025. |

Questa è una lista di persone presenti nell'enciclopedia che hanno il nome Teresa, suddivise per attività principale.

## Allenatrici di pallacanestro(1)
- Teresa Weatherspoon, allenatrice di pallacanestro, dirigente sportivo e ex cestista statunitense (Pineland, n. 1965)

## Anarchiche(1)
- Teresa Mañé Miravet, anarchica e pubblicista spagnola (Vilanova i la Geltrú, n. 1865 - Perpignano, † 1939)

## Artiste(1)
- Teresa Margolles, artista e fotografa messicana (Culiacán, n. 1963)

## Attiviste(2)
- Teresa Billington-Greig, attivista britannica (Preston, n. 1877 - Londra, † 1964)
- Teresa Petrangolini, attivista italiana (Roma, n. 1951)

## Attrici(20)
- Teresa Boetti Valvassura, attrice italiana (Saluzzo, n. 1851 - Milano, † 1930)
- Teresa Budzisz-Krzyżanowska, attrice polacca (Tczew, n. 1942)
- Teresa Del Vecchio, attrice italiana (Napoli, n. 1967)
- Teresa Franchini, attrice italiana (Torre Pedrera, n. 1877 - Santarcangelo di Romagna, † 1972)
- Teresa Gimpera, attrice, modella e imprenditrice spagnola (Igualada, n. 1936 - Barcellona, † 2024)
- Teresa Graves, attrice statunitense (Houston, n. 1948 - Los Angeles, † 2002)
- Teresa Hurtado de Ory, attrice spagnola (n. 1983)
- Teresa Marangoni, attrice italiana (Pontoglio, n. 1875 - Bologna, † 1961)
- Teresa Mariani, attrice italiana (Firenze, n. 1868 - Castelfranco Veneto, † 1914)
- Teresa Mo, attrice cinese (Hong Kong, n. 1960)
- Tessie O'Shea, attrice e cantante gallese (Cardiff, n. 1913 - Contea di Marion, † 1995)
- Teresa Palmer, attrice australiana (Adelaide, n. 1986)
- Teresa Pellati, attrice italiana (Sassuolo, n. 1929 - Sassuolo, † 2010)
- Teresa Piergentili, attrice italiana (Roma, n. 1942)
- Terele Pávez, attrice spagnola (Bilbao, n. 1939 - Madrid, † 2017)
- Teresa Rabal, attrice spagnola (Barcellona, n. 1952)
- Teresa Ruiz, attrice messicana (Santiago Matatlán, n. 1988)
- Teresa Saponangelo, attrice italiana (Taranto, n. 1973)
- Teresa Ann Savoy, attrice britannica (Londra, n. 1955 - Milano, † 2017)
- Theresa Scholze, attrice tedesca (Schmölln, n. 1980)

## Attrici teatrali(1)
- Teresa Pichler, attrice teatrale italiana (Roma, n. 1769 - Milano, † 1834)

## Avvocate(1)
- Teresa Labriola, avvocata e attivista italiana (Napoli, n. 1874 - Roma, † 1941)

## Bibliotecarie(1)
- Teresa Lodi, bibliotecaria italiana (Ferrara, n. 1889 - Ancona, † 1971)

## Briganti(1)
- Teresa Testa di Lana, brigante italiana (Palermo - Palermo)

## Calciatrici(1)
- Teresa Abelleira, calciatrice e ex giocatrice di calcio a 5 spagnola (Pontevedra, n. 2000)

## Cantanti(4)
- Teresa Brewer, cantante statunitense (Toledo, n. 1931 - New Rochelle, † 2007)
- Terri Gibbs, cantante statunitense (Miami, n. 1954)
- Teresinha Landeiro, cantante portoghese (Azeitão, n. 1996)
- Teresa Teng, cantante e attrice taiwanese (Baozhong, n. 1953 - Chiang Mai, † 1995)

## Cantanti liriche(1)
- Teresa Albuzzi-Todeschini, cantante lirica italiana (Milano, n. 1723 - Praga, † 1760)

## Cantautrici(1)
- Teresa De Sio, cantautrice e scrittrice italiana (Napoli, n. 1952)

## Cestiste(10)
- Teresa Arias, ex cestista dominicana (Santo Domingo, n. 1972)
- Clare Bodensteiner, ex cestista e allenatrice di pallacanestro neozelandese (Christchurch, n. 1984)
- Teresa Edwards, ex cestista e allenatrice di pallacanestro statunitense (Cairo, n. 1964)
- Teresa Gabriele, ex cestista canadese (Mission, n. 1979)
- Teresa Kaczmarek, ex cestista polacca (Bydgoszcz, n. 1934)
- Teresa Kępka, cestista polacca (Breslavia, n. 1959 - Breslavia, † 2012)
- Teresa Komorowska, ex cestista e allenatrice di pallacanestro polacca (Zabrze, n. 1958)
- Teresa Palmisano, ex cestista statunitense (Los Angeles, n. 1969)
- Teresa Pitò, ex cestista italiana (Erice, n. 1976)
- Teresa Strumiłło, ex cestista polacca (Łódź, n. 1951)

## Compositrici(2)
- Teresa Procaccini, compositrice e pianista italiana (Cerignola, n. 1934)
- Teresa Rampazzi, compositrice e pianista italiana (Vicenza, n. 1914 - Bassano del Grappa, † 2001)

## Conduttrici radiofoniche(2)
- Teresa De Santis, conduttrice radiofonica, giornalista e dirigente d'azienda italiana (Roma, n. 1955)
- Teresa Tirelli, conduttrice radiofonica statunitense (Polla, n. 1907 - Los Angeles, † 1989)

## Coreografe(1)
- Teresa Ranieri, coreografa italiana (Bari, n. 1966)

## Criminali(1)
- Teresa Lewis, criminale statunitense (Danville, n. 1969 - Jarratt, † 2010)

## Critiche d'arte(1)
- Teresa Macrì, critica d'arte e scrittrice italiana (Catanzaro, n. 1960)

## Danzatrici(1)
- Teresa Battaggi, ballerina e coreografa italiana (Cuccaro Monferrato, n. 1890 - Roma, † 1957)

## Diplomatiche(1)
- Teresa Ribeiro, diplomatica portoghese

## Discobole(1)
- Teresa Machado, discobola e pesista portoghese (Ílhavo, n. 1969 - † 2020)

## Editrici(1)
- Teresa Cremisi, editrice italiana (Alessandria d'Egitto, n. 1945)

## Filantrope(2)
- Teresa Filangieri Fieschi Ravaschieri, filantropa e scrittrice italiana (Napoli, n. 1826 - Napoli, † 1903)
- Teresa Sarti Strada, filantropa italiana (Sesto San Giovanni, n. 1946 - Milano, † 2009)

## Filologhe(2)
- Teresa Halik, filologa polacca (Biała Podlaska, n. 1949 - Varsavia, † 2015)
- Teresa Mantero, filologa classica italiana (Genova, n. 1920 - Genova, † 1994)

## Fondiste(1)
- Teresa Stadlober, fondista austriaca (Schladming, n. 1993)

## Fumettiste(2)
- Teresa Marzia, fumettista italiana (Taranto, n. 1966)
- Teresa Radice, fumettista italiana (Milano, n. 1975)

## Giornaliste(1)
- Teresa Iaccarino, giornalista, conduttrice televisiva e annunciatrice televisiva italiana (Anacapri, n. 1959 - Anacapri, † 2020)

## Giuriste(1)
- Teresa Ribera Rodríguez, giurista e politica spagnola (Madrid, n. 1969)

## Golfiste(1)
- Teresa Lu, golfista taiwanese (Taipei, n. 1987)

## Imprenditrici(1)
- Teresa Heinz, imprenditrice e filantropa statunitense (Lourenço Marques, n. 1938)

## Incisori(1)
- Teresa Maria Coriolano, incisore e pittrice italiana (Bologna - Bologna)

## Infermiere(1)
- Teresa De Caprio, infermiera e militare italiana (Siracusa, n. 1885 - Siracusa, † 1978)

## Inventrici(1)
- Teresa Ciceri Castiglioni, inventrice italiana (Angera, n. 1750 - Como, † 1821)

## Mezzosoprani(1)
- Teresa Berganza, mezzosoprano spagnolo (Madrid, n. 1933 - Madrid, † 2022)

## Mistiche(3)
- Teresa Helena Higginson, mistica britannica (Holywell, n. 1844 - Chudleigh, † 1905)
- Teresa Neumann, mistica e veggente tedesca (Konnersreuth, n. 1898 - Konnersreuth, † 1962)
- Teresa Eletta Rivetti, mistica, scrittrice e monaca cristiana italiana (Roma, n. 1723 - Narni, † 1790)

## Modelle(1)
- Teresa Scanlan, modella statunitense (Gering, n. 1993)

## Montatrici(1)
- Teresa Font, montatrice spagnola (Gallifa, n. 1956)

## Nobildonne(5)
- Teresa Borri, nobildonna italiana (Brivio, n. 1799 - Milano, † 1861)
- Teresa Casati, nobildonna italiana (Milano, n. 1787 - Buccinigo, † 1830)
- Teresa Maria Anna di Schleswig-Holstein-Sonderburg-Wiesenburg, nobildonna tedesca (Vienna, n. 1713 - Oettingen in Bayern, † 1745)
- Teresa de Zúñiga, nobildonna spagnola (Siviglia, n. 1502 - Siviglia, † 1565)
- Teresa di Entenza, nobildonna spagnola (n. 1300 - Saragozza, † 1327)

## Nobili(9)
- Teresa di Brunswick-Wolfenbüttel, nobile tedesca (Wolfenbüttel, n. 1728 - Bad Gandersheim, † 1778)
- Teresa Cabarrus, nobile francese (Madrid, n. 1773 - Chimay, † 1835)
- Teresa Gamba Guiccioli, nobile e scrittrice italiana (Ravenna, n. 1799 - Settimello, † 1873)
- Teresa Orsini Doria Pamphilj Landi, nobile italiana (Gravina di Puglia, n. 1788 - Roma, † 1829)
- Teresa di Sassonia-Altenburg, nobile (Ansbach, n. 1836 - Stoccolma, † 1914)
- Teresa d'Asburgo-Lorena, nobile tedesca (Amstetten, n. 1931)
- Teresa Emanuela di Baviera, nobile tedesca (Monaco di Baviera, n. 1723 - Francoforte sul Meno, † 1743)
- Teresa Sampsonia, nobile persiana (Persia, n. 1589 - Roma, † 1668)
- Teresa di Meclemburgo-Strelitz, nobile tedesca (Hannover, n. 1773 - Ratisbona, † 1839)

## Nuotatrici(1)
- Teresa Andersen, sincronetta statunitense

## Operaie(1)
- Teresa Meroni, operaia e sindacalista italiana (Milano, n. 1885 - Como, † 1951)

## Ostacoliste(1)
- Teresa Ciepły, ostacolista e velocista polacca (Brodnia, n. 1937 - Bydgoszcz, † 2006)

## Pallamaniste(1)
- Teresa Patricia Almeida, pallamanista angolana (n. 1988)

## Pallanuotiste(1)
- Teresa Frassinetti, ex pallanuotista e dirigente sportiva italiana (Genova, n. 1985)

## Partigiane(4)
- Teresa Adele Binda, partigiana e operaia italiana (Suna, n. 1904 - Beura-Cardezza, † 1944)
- Teresa Noce, partigiana e politica italiana (Torino, n. 1900 - Bologna, † 1980)
- Teresa Vergalli, partigiana, insegnante e politica italiana (Bibbiano, n. 1927 - Roma, † 2025)
- Teresa Łubieńska, partigiana polacca (Polonia, n. 1884 - Londra, † 1957)

## Patriote(3)
- Teresa Berra, patriota italiana (Milano, n. 1804 - Milano, † 1879)
- Teresa Cibele Legnazzi, patriota italiana (Padova, n. 1829 - Padova, † 1905)
- Teresa Valenti Gonzaga, patriota italiana (Mantova, n. 1793 - Mantova, † 1871)

## Pedagogiste(2)
- Teresa De Gubernatis, pedagogista italiana (Torino, n. 1832 - Roma, † 1893)
- Teresa Paternoster, pedagogista, regista e attrice italiana (Milano, n. 1979)

## Pianiste(1)
- Teresa Carreño, pianista, soprano e compositrice venezuelana (Caracas, n. 1853 - New York, † 1917)

## Pittrici(3)
- Teresa Fioroni, pittrice italiana (n. 1799 - Perugia, † 1880)
- Teresa Gazzo, pittrice e incisore italiana (Cornigliano, n. 1901 - Genova, † 1994)
- Teresa del Po, pittrice, incisore e miniaturista italiana (Roma, n. 1649 - Napoli, † 1713)

## Poetesse(4)
- Teresa Bandettini, poetessa e ballerina italiana (Lucca, n. 1763 - Lucca, † 1837)
- Teresa Buelloni, poetessa italiana (Mantova, n. 1902 - Mantova, † 1989)
- Teresa Carniani, poetessa, scrittrice e traduttrice italiana (Firenze, n. 1785 - Bologna, † 1859)
- Teresa Gnoli, poetessa e educatrice italiana (Roma, n. 1833 - Roma, † 1886)

## Politiche(11)
- Teresa Armato, politica e giornalista italiana (Catania, n. 1955)
- Teresa Bellanova, politica italiana (Ceglie Messapica, n. 1958)
- Teresa Delta, politica brasiliana (San Paolo, n. 1919 - São Bernardo do Campo, † 1993)
- Teresa Domingo Segarra, politica spagnola (Castellón de la Plana, n. 1953)
- Teresa Jiménez-Becerril Barrio, politica, giornalista e imprenditrice spagnola (Siviglia, n. 1961)
- Teresa Leger Fernandez, politica statunitense (Las Vegas, n. 1959)
- Teresa Manzo, politica italiana (Castellammare di Stabia, n. 1986)
- Teresa Migliasso, politica italiana (Torino, n. 1942)
- Teresa Piccione, politica italiana (Palermo, n. 1955)
- Teresa Pla Meseguer, politica, guerrigliera e antifascista spagnola (Vallibona, n. 1917 - Olocau, † 2004)
- Teresa Riera Madurell, politica spagnola (Barcellona, n. 1950)

## Principesse(8)
- Teresa del Liechtenstein, principessa austriaca (Maria Enzersdorf, n. 1850 - Monaco di Baviera, † 1938)
- Teresa Caterina Lubomirska, principessa polacca (Cracovia, n. 1685 - † 1712)
- Teresa Cristina di Sassonia-Coburgo-Koháry, principessa tedesca (n. 1902 - Villach, † 1990)
- Teresa di León di Navarra, principessa (n. 928 - † 957)
- Teresa Cunegonda Sobieska di Polonia, principessa polacca (Wilanów, n. 1676 - Venezia, † 1730)
- Teresa del Portogallo, principessa portoghese (n. 1157 - Furnes, † 1218)
- Teresa di Baviera, principessa (Monaco di Baviera, n. 1850 - Lindau, † 1925)
- Teresa di Nassau-Weilburg, principessa belga (Weilburg, n. 1815 - Praga, † 1871)

## Produttrici cinematografiche(1)
- Teresa Orlowski, produttrice cinematografica e ex attrice pornografica polacca (Breslavia, n. 1953)

## Registe(2)
- Teresa Prata, regista portoghese
- Teresa Villaverde, regista e sceneggiatrice portoghese (Lisbona, n. 1966)

## Religiose(12)
- Teresa di Gesù Bacq, religiosa francese (Parigi, n. 1826 - Parigi, † 1896)
- Teresa Couderc, religiosa francese (Sablières, n. 1805 - Lione, † 1885)
- Teresa Grillo Michel, religiosa italiana (Spinetta Marengo, n. 1855 - Alessandria, † 1944)
- Teresa Jornet e Ibars, religiosa spagnola (Aitona, n. 1843 - Llíria, † 1897)
- Teresa Manetti, religiosa italiana (Campi Bisenzio, n. 1846 - Campi Bisenzio, † 1910)
- Teresa Manganiello, religiosa italiana (Montefusco, n. 1849 - Montefusco, † 1876)
- Teresa Margherita Redi, religiosa italiana (Arezzo, n. 1747 - Firenze, † 1770)
- Teresa d'Avila, religiosa e mistica spagnola (Avila, n. 1515 - Alba de Tormes, † 1582)
- Teresa di Gesù di Los Andes, religiosa cilena (Santiago del Cile, n. 1900 - Los Andes, † 1920)
- Teresa di Cartagena, religiosa, scrittrice e mistica spagnola
- Madre Teresa di Calcutta, religiosa albanese (Skopje, n. 1910 - Calcutta, † 1997)
- Teresa Eustochio Verzeri, religiosa italiana (Bergamo, n. 1801 - Brescia, † 1852)

## Sciatrici alpine(1)
- Teresa Runggaldier, sciatrice alpina italiana (n. 1999)

## Scrittrici(6)
- Teresa Buongiorno, scrittrice, storica e autrice televisiva italiana (Roma, n. 1930 - Latina, † 2022)
- Teresa Ciabatti, scrittrice e sceneggiatrice italiana (Orbetello, n. 1975)
- Teresa de Lauretis, scrittrice e sociologa italiana (Bologna, n. 1938)
- Teresa Pàmies, scrittrice e giornalista spagnola (Balaguer, n. 1919 - Granada, † 2012)
- Teresa Sensi, scrittrice e giornalista italiana (Assisi, n. 1900 - Venezia, † 1993)
- Teresa Solana, scrittrice e traduttrice spagnola (Barcellona, n. 1962)

## Scultrici(2)
- Teresa Benincampi, scultrice e poetessa italiana (Roma, n. 1778 - † 1830)
- Teresa Feoderovna Ries, scultrice austriaca (Mosca, n. 1874 - Lugano, † 1956)

## Sindacaliste(1)
- Teresa Claramunt, sindacalista e anarchica spagnola (Sabadell, n. 1862 - Barcellona, † 1931)

## Soprani(14)
- Teresa Arkel, soprano austriaca (Leopoli, n. 1862 - Milano, † 1929)
- Teresa Bertinotti-Radicati, soprano italiano (Savigliano, n. 1776 - Bologna, † 1854)
- Teresa Brambilla, soprano italiano (Cassano d'Adda, n. 1813 - Milano, † 1895)
- Teresa Cornelys, soprano e impresario teatrale italiano (Venezia, n. 1723 - Londra, † 1797)
- Teresa De Giuli-Borsi, soprano italiano (Mondovì, n. 1817 - Napoli, † 1877)
- Teresa Parodi, soprano italiano (Genova, n. 1827)
- Teresa Ruggeri, soprano italiano
- Teresa Saporiti, soprano italiano (Milano, n. 1763 - Milano, † 1869)
- Teresina Singer, soprano slovacca (Olomouc, n. 1853 - Firenze, † 1928)
- Teresa Stich-Randall, soprano statunitense (Hartford, n. 1927 - Vienna, † 2007)
- Teresa Stolz, soprano austriaco (Kostelec nad Labem, n. 1834 - Milano, † 1902)
- Teresa Stratas, soprano canadese (Toronto, n. 1938)
- Teresa Strinasacchi, soprano italiana (Ostiglia, n. 1768 - † 1838)
- Teresa Żylis-Gara, soprano polacco (Lentvaris, n. 1930 - Łódź, † 2021)

## Sovrane(3)
- Teresa del Portogallo, regina (Coimbra, n. 1178 - Lorvão, † 1250)
- Teresa Ansúrez, regina (Oviedo, † 997)
- Teresa Fernández de Traba, regina (León, † 1180)

## Tripliste(1)
- Teresa Nzola Meso Ba, triplista angolana (Luanda, n. 1983)

## Violiniste(2)
- Teresa Bandini, violinista italiana (Milano, n. 1909 - Ginevra, † 2008)
- Sorelle Milanollo, violinista italiana (Savigliano, n. 1827 - Parigi, † 1904)

## Senza attività specificata(11)
- Teresa Borsuk, architetta inglese (n. 1956)
- Teresa Bracco, italiana (Santa Giulia, n. 1924 - Santa Giulia, † 1944)
- Teresa Buonocore, italiana (Portici, n. 1959 - Napoli, † 2010)
- Teresita Garibaldi, italiana (Montevideo, n. 1845 - Caprera, † 1903)
- Teresa Giovannucci, italiana (Fratte Rosa, n. 1912 - Riano, † 1997)
- Teresa Gullace, italiana (Cittanova, n. 1907 - Roma, † 1944)
- Teresa di León, contessa (Galizia, † 1130)
- Teresa Benedetta di Baviera, tedesca (Castello di Nymphenburg, n. 1725 - Francoforte sul Meno, † 1743)
- Teresa di Lisieux, monaca cristiana, mistica e teologa francese (Alençon, n. 1873 - Lisieux, † 1897)
- Teresa di Oldenburg, duchessa (San Pietroburgo, n. 1852 - San Pietroburgo, † 1883)
- Teresa Cristina di Borbone-Due Sicilie, italiana (Napoli, n. 1822 - Porto, † 1889)